# 竹松駐屯地
竹松駐屯地（たけまつちゅうとんち、JGSDF Camp Takematsu）とは、長崎県大村市富の原1丁目1000に所在し、第3水陸機動連隊等が駐屯する陸上自衛隊の駐屯地である。

## 概要
海上自衛隊大村航空基地が南側に隣接しており、医務室などを共同使用している。
最寄の演習場は大多武演習場と大野原演習場。駐屯地司令は、第3水陸機動連隊長が兼務。

## 沿革
警察予備隊竹松駐屯地
- 1952年（昭和27年）7月7日：警察予備隊の竹松駐屯地として新設。第4施設大隊が鹿屋駐屯地から移駐。

保安隊竹松駐屯地
- 1952年（昭和27年）10月15日：保安隊へ移管。

陸上自衛隊竹松駐屯地
- 1954年（昭和29年）7月1日：陸上自衛隊へ移管[3]。
- 1974年（昭和49年）
  - 3月26日：第4施設大隊が大村駐屯地へ移駐。
  - 8月1日：第7高射特科群が新編。
- 2003年（平成15年）
  - 3月26日：第108高射直接支援隊を廃止。
  - 3月27日：西部方面後方支援隊第102高射直接支援大隊第2直接支援中隊（第7高射特科群を支援）が新編。
- 2015年（平成27年）3月26日：西部方面会計隊の改編に伴い、第371会計隊が廃止され第363会計隊竹松派遣隊が配置。
- 2016年（平成28年）3月28日：西部方面混成団第118教育大隊隷下の車両教育隊が相浦駐屯地から移駐。
- 2018年（平成30年）3月27日：

1. 第7高射特科群の改編により、第329高射中隊、第330高射中隊を廃止し、第346高射中隊を新編。
2. 竹松車両教育隊を西部方面輸送隊隷下に編入[4]。

- 2020年（令和02年）3月26日：

1. 第7高射特科群本部、本部管理中隊、第346高射中隊及び第307高射搬送通信中隊主力が宮古島駐屯地へ移駐。
2. 竹松駐屯地司令職を第7高射特科群長から第327高射中隊長に移管[5]。

- 2021年（令和03年）3月18日：第328高射中隊を廃止し、第347高射中隊を新編（03式中距離地対空誘導弾へ装備更新）[6]。
- 2022年（令和04年）3月17日：以下の改編を実施[7][6][8][9]。

1. 第7高射特科群第327高射中隊を第102高射特科隊に改編し、第2高射特科団に隷属。第102高射特科隊長を駐屯地司令に任命。
2. 第102高射特科直接支援大隊第2接支援中隊第2直接支援小隊を大隊直轄の直接支援隊（第102高射特科隊を支援）に改編。
3. 第347高射中隊を第348高射中隊に称号変更。
4. 第102高射特科直接支援大隊第2接支援中隊第3直接支援小隊を第2直接支援小隊（第348高射中隊を支援）に改称。

- 2023年（令和05年）3月16日：

1. 第348高射中隊、第7高射特科群本部管理中隊群連絡班、第307高射搬送通信中隊端局班が石垣駐屯地に移駐[10][11]。
2. 水陸機動団第3水陸機動連隊準備室を設置[12]。

- 2024年（令和06年）3月21日：

1. 水陸機動団隷下に第3水陸機動連隊を新編[13]。
2. 戦闘上陸大隊第3戦闘上陸中隊を新編[14]。
3. 後方支援大隊第2整備中隊第3普通科直接支援小隊（第3水陸機動連隊を支援）および戦闘上陸直接支援小隊第3戦闘上陸直接支援班（第3戦闘上陸中隊を支援）を新編[15]。
4. 竹松駐屯地司令職を第102高射特科隊長から第3水陸機動連隊長に移管[2]。

## 駐屯部隊

### 陸上総隊直轄部隊
- 水陸機動団
  - 第3水陸機動連隊
  - 戦闘上陸大隊
    - 第3戦闘上陸中隊

  - 後方支援大隊
    - 第2整備中隊
      - 第3水陸機動直接支援小隊[16]：第3水陸機動連隊を支援
      - 戦闘上陸直接支援小隊
        - 第3戦闘上陸直接支援班：第3戦闘上陸中隊を支援

### 西部方面隊隷下部隊
- 第2高射特科団
  - 第102高射特科隊
- 西部方面後方支援隊
  - 第102高射直接支援大隊
    - 直接支援隊：第102高射特科隊を支援

  - 西部方面輸送隊
    - 竹松車両教育隊
- 西部方面システム通信群
  - 第102基地システム通信大隊
    - 第321基地通信中隊
      - 竹松派遣隊
- 西部方面会計隊
  - 第363会計隊
    - 竹松派遣隊
- 竹松駐屯地業務隊

### 防衛大臣直轄部隊
- 警務隊
  - 西部方面警務隊
    - 第134地区警務隊
      - 大村派遣隊
        - 竹松連絡班[17]

### 共同の部隊・機関
- 自衛隊情報保全隊
  - 西部情報保全隊
    - 竹松情報保全派遣隊
- 自衛隊長崎地方協力本部
  - 長崎援護センター
    - 竹松援護室

## 過去の主力駐屯部隊
- 第4施設大隊：1952年（昭和27年）7月7日から1974年（昭和49年）3月25日まで。同年3月26日、大村駐屯地へ移駐。
- 第7高射特科群：1974年（昭和49年）8月1日から2020年（令和2年）3月25日まで。同年3月26日、宮古島駐屯地へ移駐。

## 最寄の幹線交通
- 高速道路：長崎自動車道大村IC
- 一般道：国道34号、国道444号、長崎県道・佐賀県道6号大村嬉野線、長崎県道38号長崎空港線
- 鉄道：JR九州西九州新幹線新大村駅、大村線竹松駅
- 港湾：佐世保港、長崎港（重要港湾）、島原港、黒潮港、平戸港（地方港湾）
- 飛行場：長崎空港（第二種空港）

## 重要施設
- 熊本総合車両所大村車両管理室（長崎県大村市）
- 玄海原子力発電所（出力378.0万kW）（佐賀県東松浦郡玄海町）
- 松浦発電所（出力70.0万kW）（長崎県松浦市）
- 相浦発電所（出力87.5万kW）（長崎県佐世保市）
- 上五島国家石油備蓄基地（上五島海域）